# 週刊少年ジャンプ 実況ジャンジャンスタジアム
『週刊少年ジャンプ 実況ジャンジャンスタジアム』（しゅうかんしょうねんジャンプ じっきょうジャンジャンスタジアム）は、コナミデジタルエンタテインメントより配信されていたスマートフォン向けゲームアプリ。 2018年8月2日サービス開始。基本プレイ無料でアイテム課金が存在する。
2019年8月26日をもってサービス終了。

## 概要
『週刊少年ジャンプ』（集英社刊）の創刊50周年を記念して製作されたゲーム。同誌の歴代キャラクターが登場するクロスオーバー作品となっている。

## 登場キャラクター
配信開始時には39作品が登場。全参加作品名は公式HPで確認できる。名前の右は出典。下はゲーム中におけるSP技。

### 1970年代
ひろし&ピョン吉（ど根性ガエル）
ど根性噛みつき
両津 勘吉（こちら葛飾区亀有公園前派出所）
ロケットランチャー
コブラ（コブラ）
サイコガン
キン肉マン（キン肉マン）
キン肉ドライバー

### 1980年代
則巻 アラレ（Dr.スランプ）
んちゃ砲
来生 瞳（キャッツ♥アイ）
キャッツカード
一堂 零（ハイスクール!奇面組）
奇面フラッシュ
風見 潤（よろしくメカドック）
工具投擲
広野 健太（ウイングマン）
ドライバーレイド
ケンシロウ（北斗の拳）
北斗百裂拳
銀（銀牙 -流れ星 銀-）
絶・天狼抜刀牙
孫 悟空（DRAGON BALL）
かめはめ波
冴羽 リョウ（CITY HUNTER）
ワンホールショット
剣 桃太郎（魁!!男塾）
暹氣虎魂
星矢（聖闘士星矢）
ペガサス流星拳
空条 承太郎（ジョジョの奇妙な冒険）
オラオララッシュ
国宝 憲一（燃える!お兄さん）
お兄さんキック
ダーク・シュナイダー（BASTARD!! -暗黒の破壊神-）
琰魔焦熱地獄-エグ・ゾーダス-
前田 太尊（ろくでなしBLUES）
ソバット
タルるート（まじかる☆タルるートくん）
たまちゃんびーむ

### 1990年代
前田 慶次（花の慶次）
無双乱撃
風助（NINKU -忍空-）
空圧拳
ラッキーマン（とっても!ラッキーマン）
ラッキービーム
鵺野 鳴介（地獄先生 ぬ～べ～）
妖力波
緋村 剣心（るろうに剣心 -明治剣客浪漫譚-）
天翔龍閃
花中島 マサル（セクシーコマンドー外伝 すごいよ!!マサルさん）
パンチデリカット
武藤 遊戯（遊☆戯☆王）
黒・魔・導
テンテン（花さか天使テンテンくん）
テンテンバズーカ
モンキー・D・ルフィ（ONE PIECE）
ゴムゴムの銃乱打
ゴン=フリークス（HUNTER×HUNTER）
ジャジャン拳 グー
うずまき ナルト（NARUTO -ナルト-）
螺旋丸

### 2000年代
トレイン＝ハートネット（BLACK CAT）
電磁銃
ジャガー ジュン市（ピューと吹く!ジャガー）
如意フエアタック
ボボボーボ・ボーボボ（ボボボーボ・ボーボボ）
鼻毛横丁
武藤 カズキ（武装錬金）
サンライト・スラッシャー
夜神 月&リューク（DEATH NOTE）
死神の断罪
藤崎 佑助（SKET DANCE）
ブレイクスリングショット
奴良 リクオ（ぬらりひょんの孫）
明鏡止水 桜
トリコ（トリコ）
10連打パンチ

### 2010年代
男鹿 辰巳&ベル坊（べるぜバブ）
ゼブルブラスト
殺せんせー（暗殺教室）
マッハ20
斉木 楠雄（斉木楠雄のΨ難）
超能力のエネルギー弾
緑谷 出久（僕のヒーローアカデミア）
デトロイト・スマッシュ
アスタ（ブラッククローバー）
ブレイヴスラスト

## 追加参加キャラクター
2018年10月のアップデートにて追加。以下、50音順。
- 「家庭教師ヒットマンREBORN!」：沢田綱吉＆リボーン
- 「銀牙 -流れ星 銀-」：銀
- 「銀魂」：坂田銀時
- 「魁!!男塾」：剣桃太郎
- 「世紀末リーダー伝たけし!」：たけし
- 「聖闘士星矢」：星矢
- 「珍遊記 -太郎とゆかいな仲間たち-」：山田太郎
- 「D.Gray-man」：アレン・ウォーカー
- 「ど根性ガエル」：ひろし＆ピョン吉
- 「BLEACH」：黒崎一護
- 「封神演義」：太公望
- 「幽☆遊☆白書」：浦飯幽助
- 「リングにかけろ」：高嶺竜児
- 「ろくでなしBLUES」：前田太尊
- 「ワールドトリガー」：空閑遊真